# Colin Petersen
Colin Petersen (* 24. März 1946 in Kingaroy; † 18. November 2024) war ein australischer Schauspieler und Musiker, der seine Karriere als Kinderdarsteller begann.

## Leben
Mit neun Jahren bekam er eine Rolle in dem Film Smiley. Später war er in Filmen wie The Scamp und A Cry for the Street zu sehen. 1965 schloss er sich als Schlagzeuger der Gruppe Steve & The Board an. Er nahm auch an Sessions für verschiedene australische Interpreten sowie für die Bee Gees teil und wurde bald offizielles Mitglied der Band. Die Trennung von den Bee Gees wurde im August 1969 bekannt gegeben.
Nach seiner Trennung von den Bee Gees hat Petersen bei der Tribute-Show „Best Of The Bee Gees“ mitgewirkt.
Im November 2024 starb er im Alter von 78 Jahren.

## Filmografie
- 1956: Smiley
- 1957: The Scamp
- 1958: A Cry from the Streets
- 1968: Frankie Howerd Meets the Bee Gees
- 1976: Barney
- 2010: Bee Gees: In Our Own Time